# Marxismo estructural
El marxismo estructural es un enfoque de la filosofía marxista basado en el estructuralismo y asociado con el trabajo del filósofo francés Louis Althusser y sus discípulos. Fue influyente en Francia durante las décadas de 1960 y 1970, y también llegó a influir en filósofos, teóricos políticos y sociólogos fuera de Francia durante la década de 1970. Otros defensores del marxismo estructural fueron el sociólogo Nicos Poulantzas y el antropólogo Maurice Godelier.

## Descripción general
El marxismo estructural surgió en oposición al marxismo instrumental que dominó muchas universidades occidentales durante la década de 1970. A diferencia de otras formas de marxismo, Althusser enfatizó que el marxismo era una ciencia que examinaba las estructuras objetivas, y creía que el marxismo historicista y fenomenológico, que se basaba en las primeras obras de Marx, estaba atrapado en una "ideología precientífica".
Hacia mediados de la década de 1970 y durante toda la década de 1980, los teóricos marxistas comenzaron a desarrollar teorías marxistas estructuralistas sobre el Estado, la ley y el crimen. El marxismo estructuralista cuestiona la visión instrumentalista de que el Estado puede ser visto como el sirviente directo de la clase capitalista o dominante. Mientras que la posición instrumentalista es que las instituciones del Estado  están bajo el control directo de aquellos miembros de la clase capitalista en posiciones de poder estatal, la posición estructuralista es que las instituciones estatales deben funcionar de manera tal que aseguren la viabilidad del capitalismo en general. En otras palabras, las instituciones estatales deben reproducir la sociedad capitalista en su conjunto. El debate entre marxistas estructurales e instrumentales estuvo caracterizado por el debate Miliband-Poulantzas entre el instrumentalista Ralph Miliband y el estructuralista Nicos Poulantzas.
Los estructuralistas consideran que el Estado en el modo de producción capitalista adopta una forma específicamente capitalista, no porque individuos particulares ocupen posiciones de poder, sino porque el Estado reproduce la lógica de la estructura capitalista en sus instituciones económicas, jurídicas y políticas. Por lo tanto, desde una perspectiva estructuralista se podría argumentar que las instituciones estatales (incluidas las jurídicas) funcionan en beneficio de los intereses a largo plazo del capital y el capitalismo, más que en beneficio de los intereses a corto plazo de los miembros de la clase capitalista. Así, el Estado y sus instituciones tienen un cierto grado de independencia respecto de élites específicas de la clase gobernante o capitalista.